# Jafrabad
Jafrabad è una suddivisione dell'India, classificata come municipality, di 25.081 abitanti, situata nel distretto di Amreli, nello stato federato del Gujarat. In base al numero di abitanti la città rientra nella classe III (da 20.000 a 49.999 persone).

## Geografia fisica
La città è situata a 20° 52' 0 N e 71° 22' 0 E e ha un'altitudine di 14 m s.l.m..

## Società

### Evoluzione demografica
Al censimento del 2001 la popolazione di Jafrabad assommava a 25.081 persone, delle quali 12.703 maschi e 12.378 femmine. I bambini di età inferiore o uguale ai sei anni assommavano a 4.362, dei quali 2.224 maschi e 2.138 femmine. Infine, coloro che erano in grado di saper almeno leggere e scrivere erano 12.265, dei quali 7.717 maschi e 4.548 femmine.